# توب 14 موسم 2017–18
توب 14 موسم 2017–18 (بالفرنسية: Championnat de France de rugby à XV 2017-2018)‏ هو الموسم 119 من  توب 14. أشرف على تنظيمه اتحاد الرغبي الوطني ‏، وكان عدد الأندية المشاركة فيه  14، وفاز فيه كاستريس أولمبيك ‏.